# 小野正一 (奈良県知事)
小野 正一（おの まさいち、1897年（明治30年）3月1日 - 1978年（昭和53年）2月12日）は、日本の弁護士。官選奈良県知事。

## 経歴
三重県出身。1922年11月、高等試験行政科試験に合格。1923年、中央大学専門部法学科を中退。1924年、文官高等試験司法科試験に合格。1925年、東京市事務員となり、同市高級助役・岡田忠彦の秘書を務めた。
1927年、弁護士の登録を行い松本烝治法律事務所に所属。安田保善社嘱託、産業設備営団嘱託などを務める。
1946年1月、奈良県知事に就任したが、同年10月、公職追放となり退任した。その後、再び弁護士として活動。趣味の音楽の関係でNHK交響楽団顧問を務め、また国鉄動力車労働組合天王寺支部顧問となった。

## 著作
- 『銀行取引法概論』巌松堂書店、1931年。
- 『人間とは何か』原書房、1975年。